# Gurgesiella furvescens
Gurgesiella furvescens là một loài cá thuộc họ Rajidae. Nó được tìm thấy ở Chile, Ecuador, and Peru. Môi trường sống tự nhiên của chúng là open seas.